# Julie Ditty
Julie Ditty, (Atlanta, 4 januari 1979 – Ashland, 31 augustus 2021) was een tennisspeelster uit de Verenigde Staten van Amerika. Zij begon op driejarige leeftijd met tennis. In 1997 speelde zij haar eerste ITF-toernooi. Haar favoriete ondergrond was gravel. Zij speelde linkshandig en had een tweehandige backhand. Zij was actief in het proftennis van 2002 tot en met 2011.
Zij overleed aan kanker op 42-jarige leeftijd.

## Posities op deWTA-ranglijst
Positie per einde seizoen:
| jaar | rang enkelspel | rang dubbelspel |
| ---- | -------------- | --------------- |
| 1999 | 744            | 714             |
| 2000 | 803            | 919             |
| 2001 | 650            | 348             |
| 2002 | 421            | 471             |
| 2003 | 281            | 160             |
| 2004 | 266            | 132             |
| 2005 | 253            | 102             |
| 2006 | 297            | 112             |
| 2007 | 93             | 114             |
| 2008 | 120            | 86              |
| 2009 | 264            | 80              |
| 2010 | 287            | 183             |
| 2011 | 456            | 252             |

## Resultaten grandslamtoernooien
| Legenda | Legenda                          |
| ------- | -------------------------------- |
| g.t.    | geen toernooi gehouden           |
| l.c.    | lagere categorie                 |
| –       | niet deelgenomen                 |
| G       | uitgeschakeld in de groepsfase   |
| 1R      | uitgeschakeld in de eerste ronde |
| 2R      | uitgeschakeld in de tweede ronde |
| 3R      | uitgeschakeld in de derde ronde  |
| 4R      | uitgeschakeld in de vierde ronde |
| KF      | uitgeschakeld in de kwartfinale  |
| HF      | uitgeschakeld in de halve finale |
| F       | de finale verloren               |
| W       | het toernooi gewonnen            |
| w-v     | winst/verlies-balans             |

### Enkelspel
| Toernooi        | 2008 | w-v |
| --------------- | ---- | --- |
| Australian Open | 1R   | 0-1 |
| Roland Garros   | 1R   | 0-1 |
| Wimbledon       | 1R   | 0-1 |
| US Open         | –    | 0-0 |

### Vrouwendubbelspel
| Toernooi        | 2004 |    | 2007 | 2008 | 2009 | 2010 | w-v |
| --------------- | ---- | -- | ---- | ---- | ---- | ---- | --- |
| Australian Open | –    | –  | –    | 1R   | –    | 0-1  |     |
| Roland Garros   | 1R   | –  | –    | 2R   | –    | 1-2  |     |
| Wimbledon       | –    | 1R | –    | 2R   | 1R   | 1-3  |     |
| US Open         | 1R   | –  | 3R   | 2R   | –    | 3-3  |     |